# دهستان لانگتهیل
دهستان لانگتهیل (به لاتین: Langthil Gewog) یک دهستان در کشور بوتان است که در ناحیهٔ ترونگسا واقع شده‌است.